# Pararcte schneideriana
Pararcte schneideriana är en fjärilsart som beskrevs av Stoll 1780. Pararcte schneideriana ingår i släktet Pararcte och familjen nattflyn. Inga underarter finns listade i Catalogue of Life.

## Bildgalleri

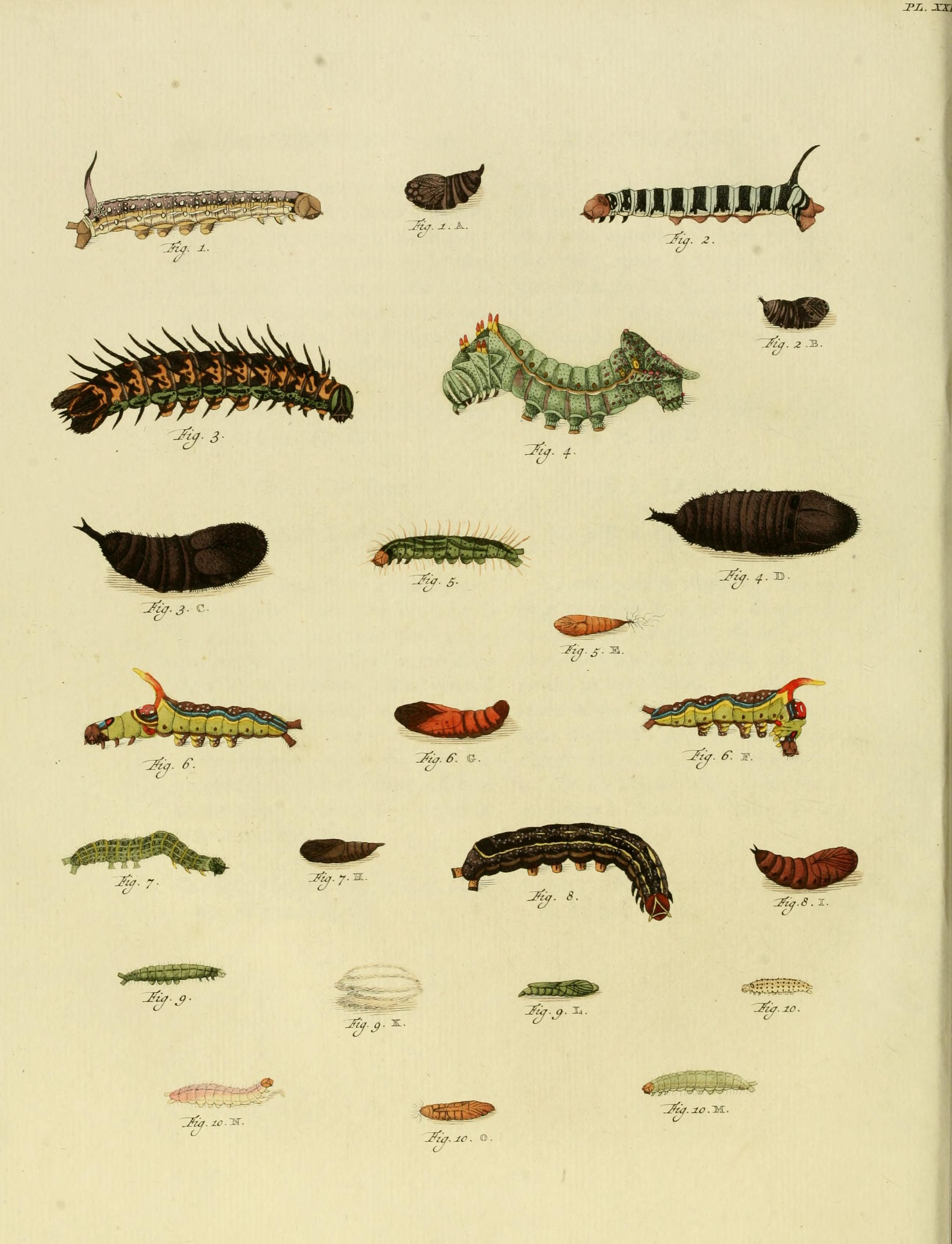
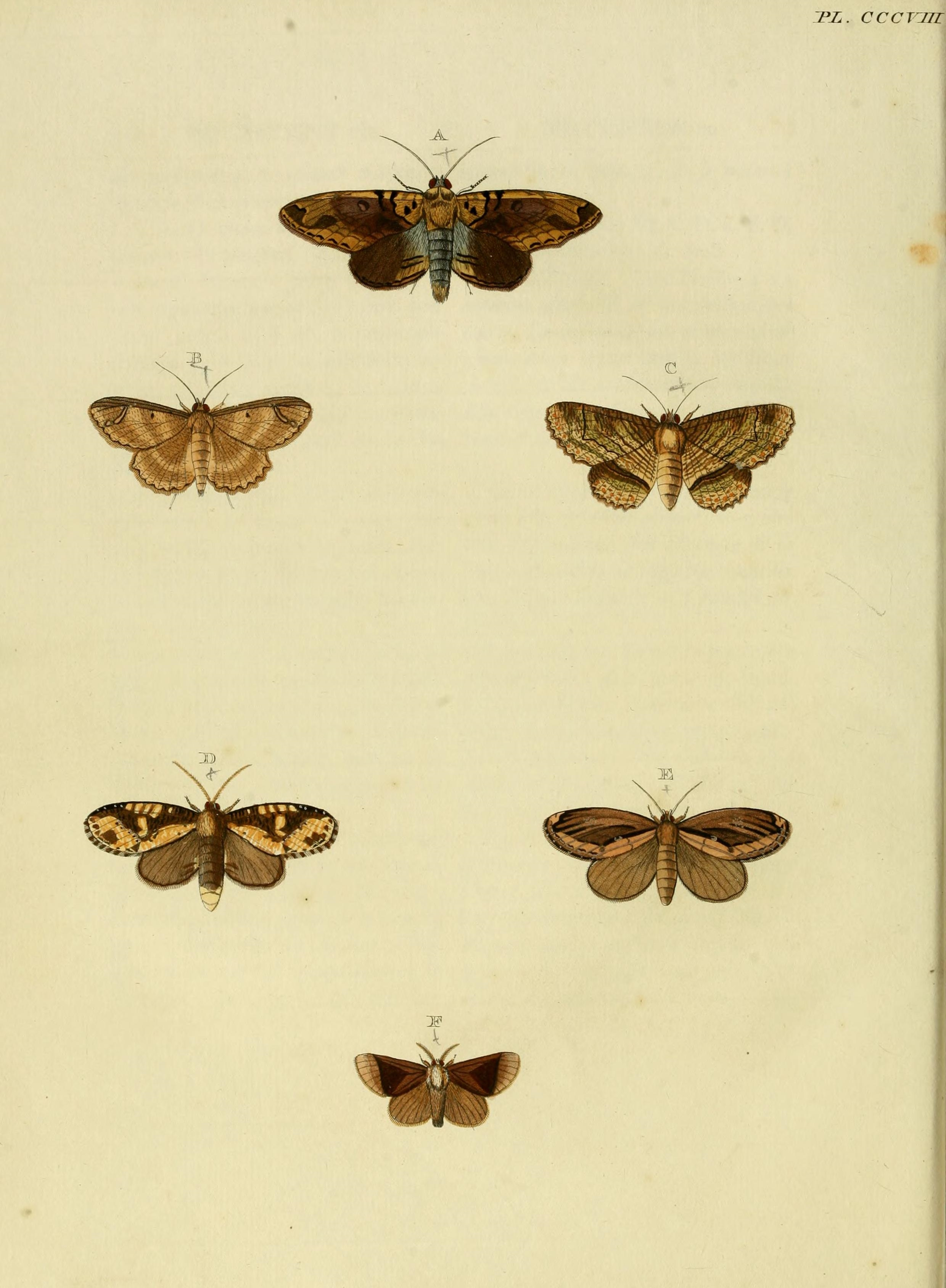